# Italo Monacchini
Italo Monacchini (Cortona, 16 aprile 1945) è un politico italiano.

## Biografia
Nato a Cortona nel 1945, iniziò a militare sin da giovane nel Partito Comunista Italiano, risultando eletto più volte consigliere della Provincia di Arezzo e consigliere comunale del suo comune natale. Dal 1975 al giugno 1980 fu presidente dell'amministrazione provinciale.
Nel giugno 1985 venne eletto sindaco di Cortona, rimanendo in carica fino al 1990.